# Leiobunum manubriatum
Leiobunum manubriatum is een hooiwagen uit de familie Sclerosomatidae.